# یرژی آپولویچ
یرژی آپولویچ (انگلیسی: Jerzy Apolewicz; ۲۳ آوریل ۱۹۳۸ – ۱۲ مهٔ ۲۰۰۳) بازیکن فوتبال اهل لهستان بود. در جوانی برای اسپارتا اورونیا بازی کرد و دوران حرفه‌ای خود را با لخیا گدانسک شروع کرد. او در طول دوران بازی خود گاهی در پست مهاجم یا هافبک بازی می‌کرد.
وی همچنین در تیم ملی فوتبال زیر ۱۸ سال لهستان بازی کرده است.